# Avenidas Novas (Lissabon)
Avenidas Novas is een plaats (freguesia) in de Portugese gemeente Lissabon en telt 23.261 inwoners (2021).

## Indeling
In 2012 werd de freguesia Avenidas Novas gevormd uit de samenvoeging van twee freguesia's.
| Huidige freguesia | Huidige freguesia | Huidige freguesia | Freguesias voor 2012      | Freguesias voor 2012 | Freguesias voor 2012 |
| Freguesia         | Inwoners          | Oppervlakte       | Freguesias                | Inwoners             | Oppervlakte          |
| ----------------- | ----------------- | ----------------- | ------------------------- | -------------------- | -------------------- |
| Avenidas Novas    | 21.625            | 2,99 km²          | Nossa Senhora de Fátima   | 15.283               | 1,91 km²             |
| Avenidas Novas    | 21.625            | 2,99 km²          | São Sebastião da Pedreira | 6.342                | 1,08 km²             |
| Census: 2011      |                   |                   |                           |                      |                      |

| Detailkaart              |
| ------------------------ |
|                          |
| Indeling voor en na 2012 |